# Neolamprologus fasciatus
Neolamprologus fasciatus là một loài cá trong phân họ Pseudocrenilabrinae. Chúng là loài đặc hữu của Lake Tanganyika, được tìm thấy ở Burundi, Cộng hòa Dân chủ Congo, Tanzania, và Zambia.